# Dinosaurier (TV-serie)
Dinosaurier (engelska: Dinosaurs) var en amerikansk TV-serie som sändes på ABC från 26 april 1991 – 20 juli 1994 och har sedan januari 2021 visats på Disney Channel. Serien skapades av Bob Young och Michael Jacobs och producerades av Mark Brull, i samarbete med Walt Disney Television och Buena Vista International, Inc. Figurer och karaktärer skapades av Kirk Thatcher, en av medarbetarna i Jim Henson's creature shop.
Programmet användes effektivt som en parodi på det amerikanska livet och amerikanska situationskomedier. Serien utspelar sig 60 miljoner år före vår tidräkning; bara en miljon år tidigare var dinosaurier djurlika där de åt sina avkommor och levde i träsk. Nu har de istället utvecklats där de försörjer sig själva och sin familj, lever i hus, arbetar och betalar skatt. Centrum för serien är dinosauriefamiljen Sinclair (en anspelning till Sinclair Oil Corporation eftersom dessa har en dinosaurie både som logotyp och som maskot sedan några decennier.) som består av pappa Earl, mamma Fran, och de tre barnen Robbie, Charlene och Baby.

## Uppkomst och utveckling
Nyhetsartiklar som skrevs i samband med seriens premiär kopplade programmet till Jim Henson, som året innan hade avlidit. Redan år 1988 hade Henson, enligt en artikel på New York Times, skapat serien. Enligt artikeln ville Henson att serien skulle vara en komedi och handla om en dinosauriefamilj. Alex Rockwell, vicepresident för Henson-organisationen, uttalade sig att han "trodde att folk skulle tycka det var en galen idé". Detta ändrades efter att serien The Simpsons slog igenom. 
I slutet av 1980-talet arbetade William Stout, konstnär inom fantasydesign, på en film om animerade dinosaurier med arbetstiteln The Natural History Project. En artikel som publicerades 1993 i The New Yorker skrev att Henson fortsatte arbeta med ett dinosaurieprojekt (förmodligen på TV-serien) fram till "den sista månaden av sitt liv"." The Walt Disney Company började arbeta med serien 1990 för CBS innan serien förlades till ABC, vilket Disney senare köpte upp. Rafael Montemayor Aguiton på Vulture skrev att premiären var "en hit" och Michael Jacobs förklarade att av detta skäl lade sig produktionen inte i sig speciellt mycket. Aguiton skrev att seriens betyg sjönk, mycket beroende på att sändningstiden flyttades. Animationen gjorde TV-serien dyr. Stuart Pankin ska ha sagt att "Jag hörde att det var den dyraste TV-serien på en halvtimme, åtminstone fram till dess" att serien lades ned.

## Handling
Serien utspelar sig 60 miljoner före vår tidräkning i Pangaea. Centrum för serien är familjen Sinclair: Earl Sneed Sinclair (pappan), Fran Sinclair (mamman - född Phillips). De har tre barn: Robbie (14 år), Charlene (12 år) och spädbarnet Baby Sinclair. Dessutom bor Frans mamma, Ethyl, med dem.
Earl arbetar med att välta träd på WESAYSO Development Corporation med sin bästa vän Roy Hess. De arbetar under uppsyn av chefen Bradley P. Richfield.

## Rollfigurer
Många av seriens huvudfigurer har namn efter olika oljebolag. Serien kretsar kring familjen Sinclair. Andra rollfigurer, utöver familjen, har efternamn som är konkurrenter till Sinclair Oil Corporation. Några exempel är: 
- Phillips
- Hess
- B.P.
- Richfield
- Ethyl

### Huvudfigurer
| Namn                          | Röst            | Kropp                                                                     | Huvud                                             | Art           | Sammanfattning |
| ----------------------------- | --------------- | ------------------------------------------------------------------------- | ------------------------------------------------- | ------------- | --- |
| Earl Sneed Sinclair           | Stuart Pankin   | Bill Barretta Tom Fisher                                                  | Dave Goelz (Säsong 1–2) Mak Wilson (Säsong 2–4)   | Megalosaurus  | Earl är huvudpersonen i serien och är pappan i familjen Sinclair. Han är en Megalosaurus. Earl arbetar som trädfällare på WESAYSO Development Corporation. |
| Fran Sinclair                 | Jessica Walter  | Mitchel Young Evans (Säsong 1–2) Tony Sabin Prince (Säsong 2–4) Pons Maar | Allan Trautman                                    | Allosaurus    | Mamma och hemmafru i familjen Sinclair. Fran beskrivs i serien som en Allosaurus. Vid enstaka tillfällen använder hon fluffiga inomhusskor. Earl brukar ofta kalla sin fru för "Frannie". |
| Robert Mark "Robbie" Sinclair | Jason Willinger | Leif Tilden                                                               | Steve Whitmire Rob Mills Julianne Buescher (ögon) | Hypsilophodon | Earl och Frans son och äldsta barn. Han är en Hypsilophodon. Robbie känns igen på sin röda skoljacka och starkt lysande röda gymnastikskor. |
| Charlene Sinclair             | Sally Struthers | Michelan Sisti Star Townshend Arlene Lorre (Säsong 1, endast avsnitt 1)   | Bruce Lanoil                                      | Protoceratops | Earl och Frans enda dotter. Hon är mellanbarn och en Protoceratops. Charlene känns igen genom att bära tröja, halsband och örhänge. |
| Baby Sinclair                 | Kevin Clash     | Terri Hardin (armar, Säsong 1–3) Julianne Buescher (armar, Säsong 4)      | Kevin Clash (huvud & mun) John Kennedy (ögon)     | Megalosaurus  | Earl och Frans yngsta barn. Han är, precis som Earl, en Megalosaurus. I avsnittet "Out of the Frying Pan," påstås det att Baby är en Ceratosaurus. Hans riktiga namn är Baby Sinclair, vilket han fick av Chief Elder. Baby är sarkastisk och smart. Hans favoritsysselsättning är att slå Earl i huvudet med en stekpanna. Hans catchphrase är "I'm the baby. Gotta love me.", "Again!" och "Not the mama!". Earl kallar honom ofta för "Junior" eftersom det är hans yngsta son. Baby döptes till "Aaah Aagh I'm Dying You Idiot Sinclair" (ord utropat av en Chief Elder som var döende), men ändrades senare i det avsnittet av den nya Chief Elder, Edward R. Hero, till "Baby Sinclair". Jacobs uppgav att Babys popularitet gjorde att skaparna tilläts göra som de ville, med motiveringen att "Så länge Baby slår sin pappa i huvudet kunde vi komma undan med vad som helst." |

### Andra rollfigurer
Följande figurer tillhör inte Unisaurs:
| Namn                 | Röst                                                   | Kropp             | Huvud          | Art                   | Kommentar |
| -------------------- | ------------------------------------------------------ | ----------------- | -------------- | --------------------- | --- |
| Garrison "Gary"      | Steve Landesberg                                       | N/A               | N/A            | Dilophosaurus         | Gary är en 50 fot stor dinosaurie vars fötter är det enda som syns. Han syns i avsnittet "High Noon". Han flörtar och visar intresse för Fran och utmanar Earl om hennes kärlek. Han är en Dilophosaurus. Dilophosaurus var i verkligheten mindre än Megalosaurus. |
| Blarney              | Steve Whitmire                                         | Steve Whitmire    | Steve Whitmire | Deinonychus           | Blarney är en röd Deinonychus-handdocka som syns på TV. Han syns i "Terrible Twos" och "Into the Woods". Blarney är omtyckt bland unga men mindre populär hos de äldre. Han syns på videoband som en del av Blarney Home Video Library. Föräldrar som beställer får "ett nytt band levererat till sina barn varje timme under nästa decennium".                                                                                                 |
| Henri Charles Poupon | Tim Curry                                              | Allan Trautman    | N/A            | Archaeopteryx         | Henri Poupon är en Archaeopteryx som syns i avsnittet "Getting to Know You". Henri är pappa till Francois Poupon och make till Simone Poupon. Familjen Poupon är fåglar som härstammar från ett okänt land som påminner om Frankrike men inte tillhör Pangea. Henri blir irriterad av utbytesstudenten Charlene Sinclair. Han är besviken på sin egen sons sätt att hantera pengar, men känner att en stor TV hjälper till att läka hans ilska. |
| Simone Poupon        | Julianne Buescher                                      | Julianne Buescher | N/A            | Archaeopteryx         | Simone Poupon är en Archaeopteryx som syns i avsnittet "Getting to Know You". Hon är Henris fru och Francois mamma. |
| Francois Poupon      | Bruce Lanoil                                           | Bruce Lanoil      | N/A            | Archaeopteryx         | Francois Poupon är en Archaeopteryx som syns i avsnittet "Getting to Know You". Han är son till Henri Poupon och Simone Poupon. Francois blev uppäten av Baby Sinclair. |
| Decker               | Thom Sharp                                             | Pons Maar         | Rickey Boyd    | Glyptodon             | Decker är en Glyptodon som syns i avsnittet "Monster Under the Bed". |
| Georgie              | Allan Trautman (normal röst), Edward Asner (elak röst) | Jack Tate         | Allan Trautman | European hippopotamus | Georgie är en fullstor European hippopotamus. Han är en barnstjärna på TV och programledare för "The Georgie Show" som syns i avsnittet "Georgie Must Die." Han upplevs som godhjärtad, men försöker i hemlighet ta över världen med hjälp av de pengar han fått av barn som donerat pengar. |

### Unisaurs
Utöver de återkommande figurerna finns en grupp av dinosaurier som kallas Unisarus. De är formbara karaktärer, liknande Whatnots från Mupparna. Några av Unisaurs är fullstora medan andra är handdockor. Det finns olika typer av Unisaurs.
Följande är de fullstora Unisaurs:
| Namn                                 | Art            | Kommentar |
| ------------------------------------ | -------------- | --- |
| Longsnout                            | Dryptosaurus   | En gentisk grön Dryptosaurus. Denna Unisaur användes för: - Ansel från avsnittet "Driving Miss Ethyl". - Babysitter ("Barnvakten") från avsnittet "Terrible Twos". - Buddy Glimmer från avsnittet "Family Challenge". - Devil från avsnittet "Life in the Faust Lane". - Dr. Ficus från avsnittet "Germ Warfare". - Ed från avsnittet "Scent of a Reptile". - Mel Luster från avsnittet "The Mating Dance". - Stu Boomird från avsnittet "Network Genius". - Ty Warner från avsnittet "Swamp Music". - Walter Sternhagen från avsnittet "The Discovery". |
| Needlenose                           | Troodon        | En lång dinosaurie som påminner om en Troodon med tryne. Denna var tänkt att användas för Mr. Pulman och Ralph Needlenose, men användes istället för: - The Doctor från avsnittet "Golden Child". - Dr. Herder från "Terrrible Twos". - Glenda Molehill från avsnittet "Switched at Birth". - Heather Worthington från avsnittet "A Slave to Fashion". Hennes röst gjordes av Julia Louis-Dreyfus. |
| Spikeback                            | Ceratosaurus   | En muskulös Ceratosaurus med randig rygg, randig svans och näshorn. Denna var tänkt att användas för Gus Spikeback men användes istället för: - Al "Sexual" Harris från avsnittet "What "Sexual" Harris Meant". Hans röst gjordes av Jason Alexander. - Andre från avsnittet "Leader of the Pack". - Bob the DMV Worker från avsnittet "Unmarried...With Children". - Dolf från avsnittet "Steroids to Heaven". - Frau Woodhouse från avsnittet "Terrible Twos". - Gus Molehill från avsnittet "Switched at Birth". Hans röst gjorde av Jason Alexander. - Hank Hibler från avsnittet "Charlene and her Amazing Humans". - Job Wizard från avsnittet "Career Opportunities." Hans röst gjordes av Jason Alexander. - Ray Gherkin från avsnittet "Scent of a Reptile". - Richard från avsnittet "Refrigerator Day". - Shelly från avsnittet "Dirty Dancin'". |
| Turtlepuss                           | Psittacosaurus | En brun Psittacosaurus med ett sköldpaddshuvud användes till Earls arbetskamrat Sid Turtlepuss. Denna Unisaur användes också för: - Crazy Lou från avsnittet "Leader of the Pack". - Clerk från avsnittet "The Son Also Rises". - Dinosaur Chief från avsnittet "Hurling Day". - Folk Singer från avsnittet "I Never Ate My Father". - Frank från avsnittet "Fran Live". - General H. Norman Conquest från avsnittet "Nuts to War".Hans röst gjordes av Jason Alexander. - Hank från avsnittet "Life in the Faust Lane". - Insurance Agent från avsnittet "Family Challenge". - Jean-Claude från avsnittet "Georgie Must Die". - Mr. Myman från avsnittet "Out of the Frying Pan". - Muse från avsnittet "Charlene's Flat World". - Officer Bettelheim från avsnittet "License to Parent". - Odd Job Dinosaur från avsnittet "How to Pick Up Girls". - Polischef Parish från avsnittet "Monster Under the Bed". - Ted Hardshell från avsnittet "Network Genius". - UFO Host från avsnittet "We Are Not Alone". Hans röst gjordes av Jason Alexander. - Zabar från avsnittet "Germ Warfare." Hans röst gjordes av Dan Castellaneta. |
| Namnlösa kvinnliga Unisaur Class     | Corythosaurus  | En kvinnlig Corythosaurus med ett kort tryne, ögonfransar och ljusare hudfärg som användes för Mindy. Denna Unisaur användes även för: - Caroline Foxworth från avsnittet "How to Pick Up Girls" och "Steroids to Heaven". - Sally från avsnittet "Out of the Frying Pan". - Thighs of Thunder från avsnittet "The Discovery". - Wendy Richfield från avsnittet "Hungry for Love". |
| Namnlösa ljusgröna kvinnliga Unisaur | Dryosaurus     | En kvinnlig Dryosaurus med ett kort tryne och ögonfransar. |

Här följer en lista på handdockor som användes som Unisaurs:
| Namn                                  | Art             | Kommentar |
| ------------------------------------- | --------------- | --- |
| Frilled blue dinosaur                 | Protoceratops   | En blå Protoceratops som användes för den första Chief Elder i "Nuts to War" användes också för: - Harold Heffer från avsnittet "What "Sexual" Harris Meant". - Elder #2 från avsnittet "Charlene's Flat World". - Judge D. X. Machina från avsnittet "Earl's Big Jackpot". - Shopper från avsnittet "Power Erupts." |
| Frilled green dinosaur                | Leptoceratops   | En grön Leptoceratops med en stor munkorg användes för olika karaktärer, så som Nigel Ouch från avsnittet "Slave to Fashion". Horn har ibland gjort det möjligt att likna en Triceratops. |
| Grön skrynklig människolik dinosaurie | Moschops        | En grön skrynklig människoliknande dinosaurie som användes för andra Chief Elders användes också för: - Dr. Elliot Piaget från avsnittet "Terrible Twos". - Edward R. Hero från "And the Winner Is...". - Grandpa Louie från avsnittet "The Last Temptation of Ethyl". - John McGlutton från avsnittet "Network Genius". - Judge H.T. Stone från avsnittet "Charlene's Flat World". - Mr. Ashland från avsnittet "Power Erupts". - Mr. Mason Dixon från avsnittet "What "Sexual" Harris Meant". - Winston från avsnittet "Earl's Big Jackpot". |
| Grå Iguanodon-färgad dinosaurie       | Iguanodon       | Användes ofta för Mr. Lizard och andra bakgrundskaraktärer. |
| Albertosaurus-liknande dinosaurier    | Albertosaurus   | Användes ofta för Captain Action Figure, olika nyhetsankare och andra reportrar. |
| Timmy-type                            | Mussaurus       | En barn-Unisaur som ofta användes som Timmy (röst av Kirk Thatcher) i "Ask Mr. Lizard" TV-show. Det fanns två varianter av denna Unisaur: en grön och en blå. |
| Blå anknäbbad dinosaurie              | Edmontosaurus   | En blå Edmontosaurus användes för: - Richard Simmons Dinosaur från avsnittet "Nature Calls". - En kvinnlig variant användes för Sitcom Wife i avsnittet "Dirty Dancin'". |
| Brown needlenose                      | Coelophysis     | En brun dockversion av Needlenose användes för Mr. Otto Lynch från "What "Sexual" Harris Meant". |
| Stegosaurus                           | Stegosaurus     | En Stegosaurus-docka användes för: - Caroler från "Refrigerator Day". - Government Clerk från avsnittet "And the Winner Is..." - Newsboy från avsnittet "Charlene's Flat World". - USO Soldier från avsnittet "Nuts to War" Pt. 2. Stegosaurus-dockan användes ofta som elev på Bob LaBrea High School. |
| Crested brown dinosaur                | Corythosaurus   | En brun Corythosaurus användes för: - Guy in a Labcoat från avsnittet "Charlene's Flat World". - Jury Foreman från avsnittet "Earl's Big Jackpot". |
| Parasaurolophus                       | Parasaurolophus | Parasaurolophus-dockan användes ofta till kvinnliga karaktärer med start i "Slave to Fashion." |
| Velociraptor                          | Velociraptor    | Velociraptor-dockan användes under sista säsongen. |

## Aktuella ämnen
Även om seriens främsta målgrupp var familjer så berörde serien flera, för den tiden, aktuella ämnen. De ämnen som berördes var bland annat
- ekologism,
- rödlistade arter,
- kvinnors rättigheter,
- sexuella trakasserier,
- HBTQ-rörelsen,
- objektifiering av kvinnor,
- censur,
- medborgerliga rättigheter,
- kroppsuppfattning,
- användande av steroider,
- allusion av onani (genom att Robbie utför parningsdansen ensam),
- substansmissbruk,
- rasism (genom ett bråk mellan tvåbenta och fyrbenta dinosaurier),
- grupptryck,
- ursprungsbefolkningens rättigheter (genom att dinosaurier interagerar med grottmänniskor),
- företagsbrott,
- statens inblandning i föräldraskap och
- pacifism

I avsnittet "I Never Ate for My Father" väljer Robbie att äta grönsaker istället för kött, vilket uppfattas av de andra karaktärerna till att Robbie är homosexuell, kommunist, drogmissbrukare och går emot kulturen.
Den andra delen av avsnittet "Nuts to War" var en satir av USA:s inblandning av Gulfkriget där tvåbenta dinosaurier krigar mot fyrbenta dinosaurier över pistasch (i verkligheten krigade USA om olja).
I den sista säsongen, "The Greatest Story Ever Sold" (en spin-off av The Greatest Story Ever Told) behandlar religion när familjen Sinclair är ivriga att få veta om sitt ursprung och existens. De lärda (The Elders) diktar ihop en ny religion - Potatismen. Alla, utom Robbie, överger den tidigare tron för att blint följa den nya populära tron.
Ett annat avsnitt med religionstema var "The Last Temptation of Ethyl" där Ethyl tillåter en TV-predikant att utnyttja hennes nära-döden-upplevelse för att utpressa dem som följer detta. Hon backar efter att ha haft ytterligare en sådan upplevelse där hon inte hamnar i himlen, utan i helvetet där hon omringas av flera Earl Sneed Sinclairs.
Flera skämt i serien var allmänt på bekostnad av TV-program. Earl vill ofta titta på TV istället för att göra något mer praktiskt och flera skämt anklagar tv för att göra folk dumma och lata.
Captain Action Figure dyker upp i ett barnprogram som Fran missuppfattar som reklam. När Captain Action Figure nämner en produkt, blinkar skärmen "Tell Mommy I WANT THAT!" ("Säg till mamma att jag vill ha det!"). Innan Georgie dök upp använde serien en marionett som påminner om dinosaurien Barney som heter "Blarney", i två avsnitt. Under hans framträdanden kommenterade familjemedlemmarna i familjen Sinclair hans irriterande egenskaper och misslyckanden att lära barn någonting.
Ibland bryter karaktärerna den fjärde väggen, speciellt Baby. Ett exempel är i avsnittet "Nature Calls" (Säsong 3, Avsnitt 1) när Fran och Earl bokstaverar ord efter en diskussion. Baby tittat därefter mot kameran och säger "This could get ugly" ("Det här kan bli otäckt!") och fortsätter att stava på sitt leksaksblock "They think I can't spell" ("De tror inte att jag kan stava").

### Nedläggning
Det som anses vara seriens sista avsnitt var i säsong 4, avsnitt 7, med titeln "Changing Nature". I detta avsnitt skildras hur dinosauriernas oansvariga handlingar mot miljön leder till deras undergång. B.P. Richfield beordrar Earl att döda all växtlighet på planeten genom att blockera solens ljus från att nå planeten, vilket leder till en istid och utrotandet av dinosaurierna. Avsnittets slutscen utspelar sig med att familjen Sinclair ser nyheterna på TV, där nyhetsankaret Howard Handupme uttalar orden: "Goodnight... goodbye".
Trots att det gjordes ytterligare sju avsnitt efter "Changing Nature", räknas detta ändå som sista avsnittet eftersom övriga sju avsnitt inte sändes, eftersom dinosaurierna dödades av istiden. De återstående avsnitten har dock visats när serien har gått i repris, men då innan "Changing Nature".
Kirk Thatcher sa i en intervju 2015 att "det konstiga var att vi inte hade några avsikter att det skulle vara det sista avsnittet, eftersom vi tänkte att 'ett annat avsnitt' skulle vara det innan vi upptäckte att serien lades ned och då bestämde vi oss för att göra det till det sista".

## Utgivning
De första tre säsongerna gavs ut på VHS den 6 december 1991. Den 2 maj 2006 gav Walt Disney Studios Home Entertainment ut hela första och andra säsongen på DVD, fördelade på fyra DVD-skivor. På DVD-skivorna följde det med "aldrig tidigare visat" material. Den tredje och fjärde säsongen (inklusive avsnitten som inte visades i TV) kom ut 1 maj 2007, också de på fyra DVD-skivor. 
Den 29 september 2017 streamades serien för första gången på Hulu, tillsammans med andra serier som Räkna med bråk, Huset fullt, I Coopers klass, Perfect Strangers och Lugn i stormen.
Den 29 januari 2021 streamades serien i USA på Disney+.

## Omdöme
I november 2020 hade serien fått 96 % på Rotten Tomatoes.  Säsong 1 hade fått 93 % med motiveringen att det var genuint genomtänkt att använda dinosauriedockor för rolig komedi om sociala normer och för att skapa framtida förhistoriska program. Säsong 4 fick mer hyllningar med 100 % på Rotten Tomatoes.
Common Sense Media gav serien 3 av 5 stjärnor med orden: "Dinosauriedockor i sitcoms tar itu med aktuella problem".

### Utmärkelser
| År   | Utmärkelse                            | Kategori                                                     | Nominerad                                   | Titel                              | Resultat  |
| ---- | ------------------------------------- | ------------------------------------------------------------ | ------------------------------------------- | ---------------------------------- | --------- |
| 1991 | Primetime Emmy Awards                 | Outstanding Art Direction for a Series                       | John C. Mula, Brian Savegar, Kevin Pfeiffer | Episode: "The Mating Dance"        | Vann      |
| 1991 | Primetime Emmy Awards                 | Enastående redigering av en serie – Single Camera Production | Marco Zappia                                | Avsnitt: "The Mighty Megalosaurus" | Nominerad |
| 1991 | Television Critics Association Awards | Framstående prestation i ett barnprogram                     |                                             |                                    | Nominerad |
| 1992 | Motion Picture Sound Editors          | Bästa ljud – Television Episodic – Effects & Foley           | Patrick M. Griffith                         |                                    | Nominerad |
| 1992 | Environmental Media Awards            | TV-komedi                                                    |                                             | Episode: "Power Erupts"            | Vann      |
| 1993 | Environmental Media Awards            | TV-komedi                                                    |                                             | Episode: "If You Were A Tree"      | Vann      |
| 1995 | Environmental Media Awards            | TV-komedi                                                    |                                             | Episode: "Changing Nature"         | Vann      |